# Departament Południowo-Wschodni
Departament Południowo-Wschodni (Sud-Est) – jeden z dziewięciu departamentów Haiti, położony w południowo-wschodniej części kraju. Zajmuje powierzchnię 2023 km² i jest zamieszkany przez 518 200 osób (szacunkowo, 2002). Jego stolicą jest Jacmel.
Departament dzieli się na 3 arrondissement
1. Bainet
2. Belle-Anse
3. Jacmel